# Tata-Steel-Schachturnier

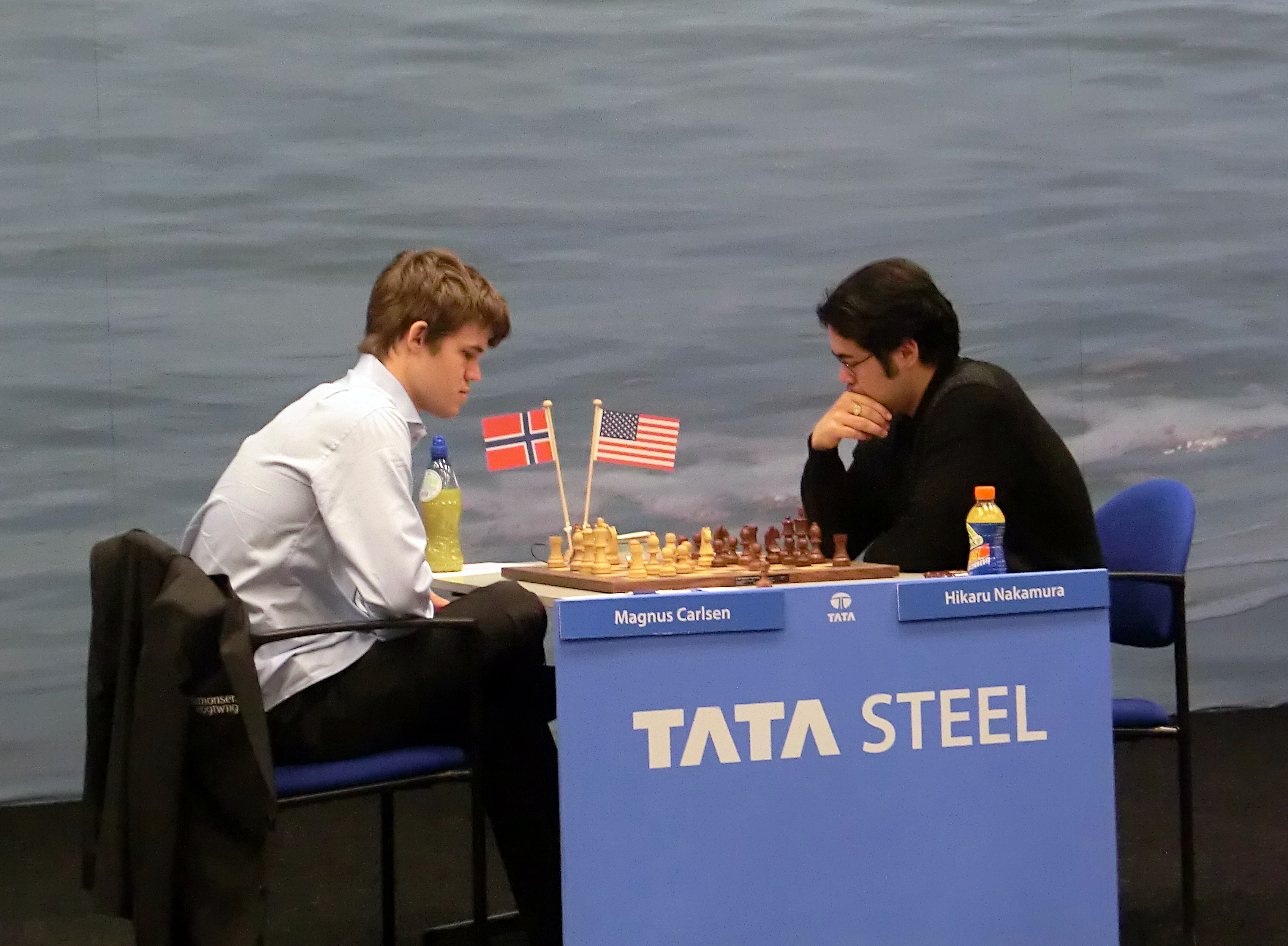
Magnus Carlsen und Hikaru Nakamura, 2013

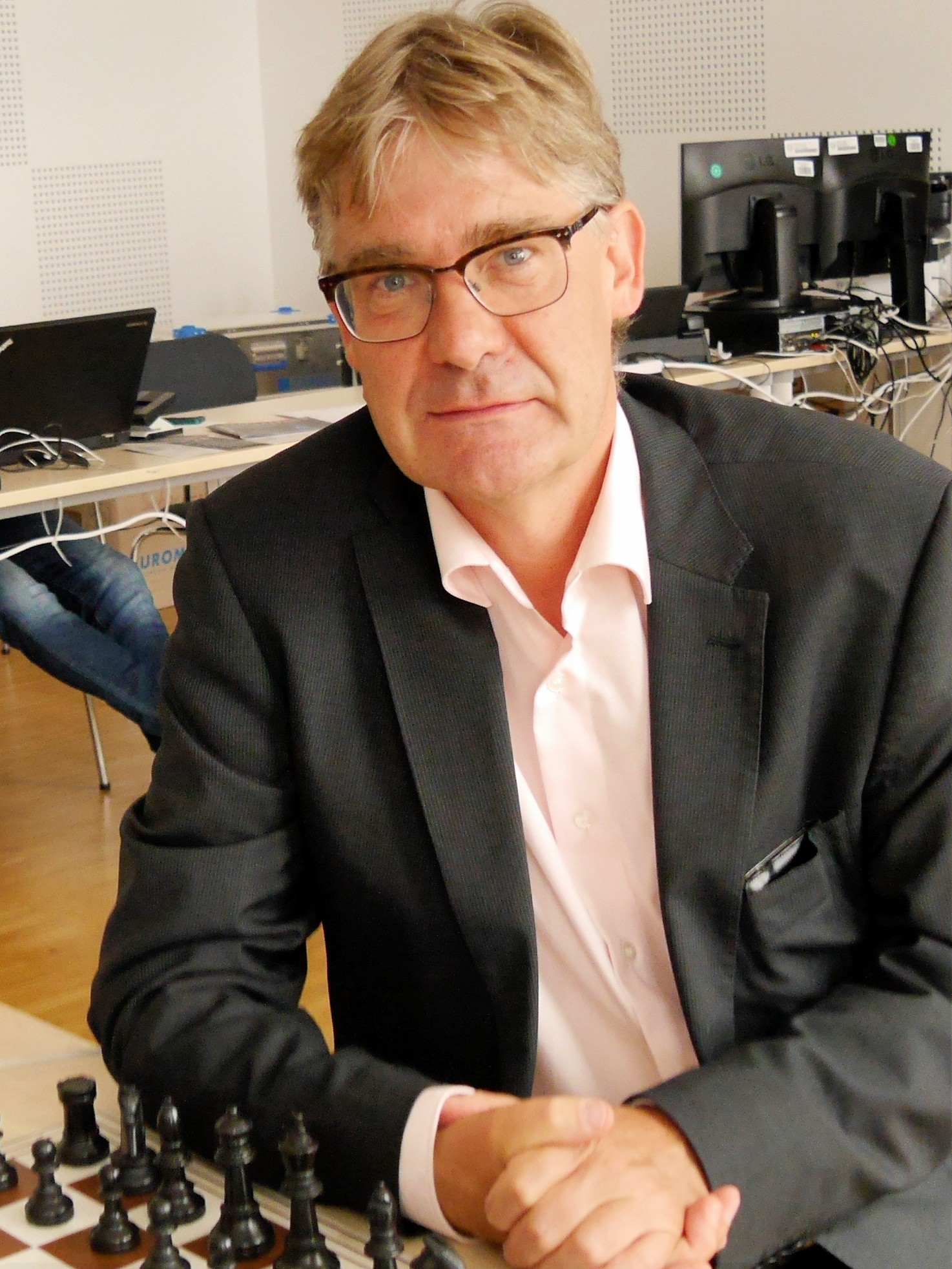
Turnierdirektor Jeroen van den Berg

Das Tata-Steel-Schachturnier (bis 1999: Hoogovens-Turnier, bis 2010: Corus-Schachturnier) findet alljährlich im Januar im niederländischen Ort Wijk aan Zee, einem Teil der Gemeinde Beverwijk, in der Provinz Nordholland, statt. Bis zum Jahr 1999 war es als Hoogovens-Turnier („Hochofenturnier“) bekannt, bis der niederländische Stahl- und Aluminiumhersteller Koninklijke Hoogovens am 6. Oktober 1999 mit British Steel fusionierte und sich zu Corus umbenannte. Zwischen 1938 und 1967 fand das Turnier im Ort Beverwijk statt. Nach dem Kauf von Corus durch Tata Steel trägt das Turnier seit der 73. Auflage im Jahr 2011 den Namen Tata Steel Chess Tournament.
An dem Turnier nehmen sowohl Weltelitespieler als auch durchschnittliche Vereinsspieler in verschiedenen Sektionen teil. Die 'A'-Gruppe (seit 2014 'Masters'), die Elitegruppe, besteht aus 14 Teilnehmern, die in einem Rundenturnier gegeneinander antreten. Seit 1938 gibt es eine lange Liste berühmter Sieger, darunter Max Euwe, Bent Larsen, Tigran Petrosjan, Paul Keres, Efim Geller, Lajos Portisch, Boris Spasski, Michail Botwinnik, Michail Tal, Viktor Kortschnoi, Jan Timman, Anatoli Karpow, Wladimir Kramnik, Garri Kasparow, Viswanathan Anand, Wesselin Topalow und Magnus Carlsen. Tatsächlich fehlen von den klassischen Schachweltmeistern seit 1945 bloß die Namen Wassili Smyslow und Bobby Fischer. 2001 nahmen neun der zehn besten Spieler laut Elo-Liste teil.
Rekordsieger ist der Norweger Magnus Carlsen, der das Turnier in seiner Geschichte acht Mal (Stand: 2023) gewinnen konnte, gefolgt von dem Inder Viswanathan Anand mit fünf Turniersiegen. Anand ist der einzige Spieler mit einer Serie von 70 Spielen in Folge ohne Niederlage (zwischen 1998 und 2004). Max Euwe, Lajos Portisch, Viktor Kortschnoi und Lewon Aronjan gewannen das Turnier jeweils vier Mal.
In Wijk aan Zee fanden auch Damenturniere statt. Zum Beispiel gewann Barbara Hund das Einladungsturnier 1980 in Wijk aan Zee vor Sheila Jackson und Erika Belle.

## Geschichte

### Hoogovens Beverwijk
| Name                             | Siege | davon ungeteilt |
| -------------------------------- | ----- | --------------- |
| Magnus Carlsen                   | 8     | 7               |
| Viswanathan Anand                | 5     | 2               |
| Max Euwe, Lajos Portisch         | 4     | 3               |
| Lewon Aronjan, Viktor Kortschnoi | 4     | 2               |
| Garri Kasparow                   | 3     | 3               |
| Jan Hein Donner, John Nunn       | 3     | 2               |
| Efim Geller                      | 3     | 0               |

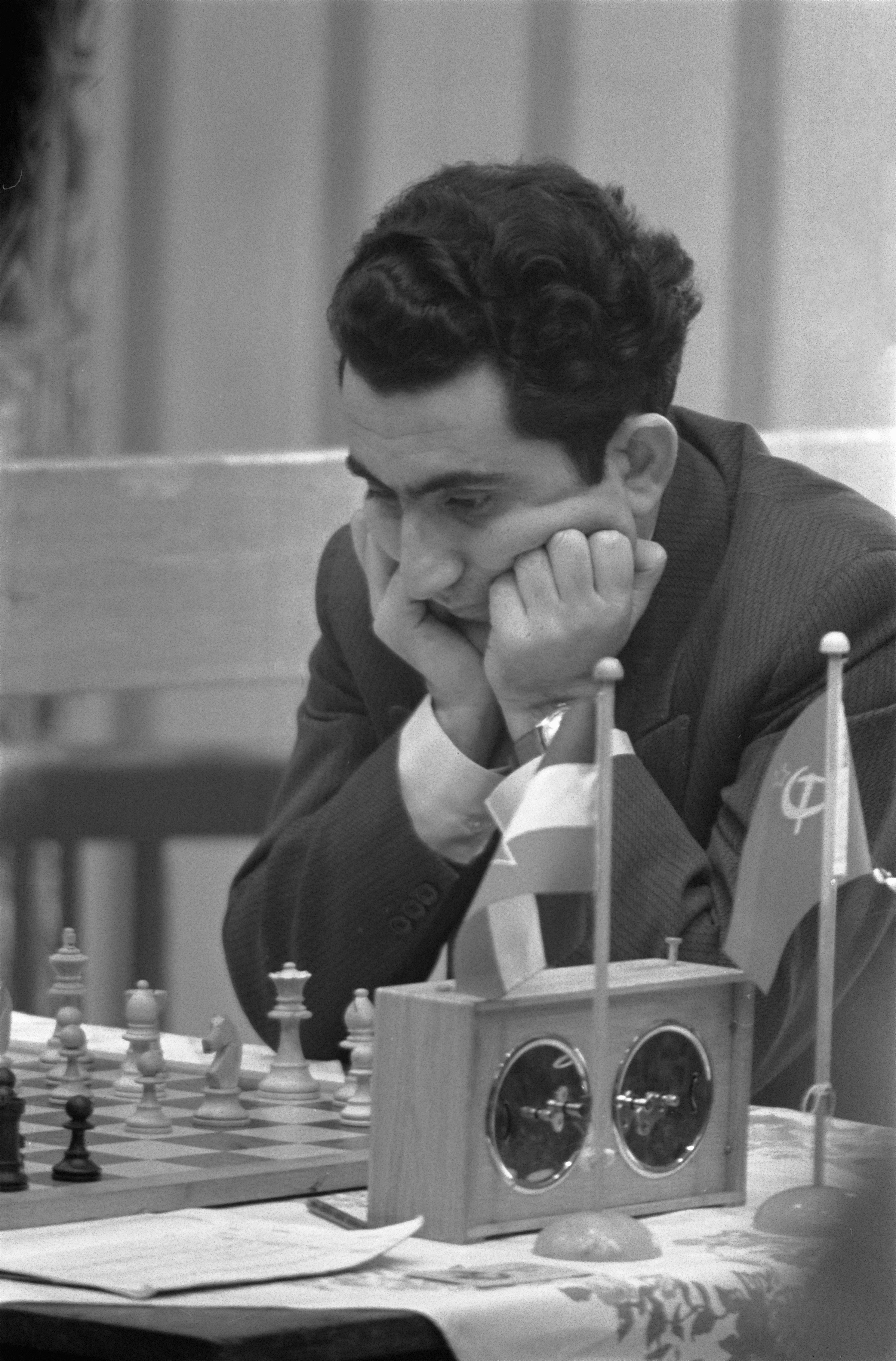
Tigran Petrosjan, Hoogovens 1960

Die ersten Turniere, angefangen mit 1938, waren sehr klein und bestanden aus vier Teilnehmern, die jeweils Niederländer waren. Die ersten fünf Turniere wurden in dieser Form ausgespielt. In den Jahren 1943 und 1944 nahmen acht Spieler teil. 1945 fand wegen des Zweiten Weltkriegs kein Turnier statt. Das Teilnehmerfeld blieb in dieser Form bis 1953 erhalten, als man es auf 12 Teilnehmer aufstockte und ein internationales Damenturnier dazukam. 1954 kehrte man zu 10 Spielern zurück, doch wurde das Teilnehmerfeld stärker besetzt. 1963 nahmen 18 Spieler teil, doch reduzierte man 1964 auf 16, allerdings zählte es zu diesem Zeitpunkt bereits zu den stärksten Turnieren der Welt. Heute nehmen in der Regel 14 Spieler in der A-Gruppe, und ebenfalls 14 Spieler in der B-Gruppe teil, dessen Sieger im folgenden Jahr in die A-Gruppe eingeladen wird.
Das erste internationale Turnier fand 1946 statt, wobei das Hauptturnier auf 10 Spieler ausgeweitet wurde. Es wurden neben acht Niederländern Einladungen an den Belgier Albéric O’Kelly de Galway, der das Turnier gewann, und den Schweden Gösta Stoltz versandt. In der Ausgabe von 1960 waren erstmals auch Spieler aus der Sowjetunion dabei; Turniersieger waren Bent Larsen und Tigran Petrosian.
Zur Erinnerung an die bescheidenen Anfänge des Turniers kurz nach Kriegsende wird bis heute bei der Schlussfeier Erbsensuppe serviert.
Sieger in der Spitzengruppe:
- 1938 – Philip Bakker
- 1939 – Nicolaas Cortlever
- 1940 – Max Euwe
- 1941 – Arthur Wijnans
- 1942 – Max Euwe
- 1943 – Arnold van den Hoek
- 1944 – Theo van Scheltinga
- 1945 – kein Turnier
- 1946 – Albéric O’Kelly de Galway
- 1947 – Theo van Scheltinga
- 1948 – Lodewijk Prins
- 1949 – Savielly Tartakower
- 1950 – Jan Hein Donner
- 1951 – Herman Pilnik
- 1952 – Max Euwe
- 1953 – Nicolas Rossolimo
- 1954 – Hans Bouwmeester und Vasja Pirc
- 1955 – Borislav Milić
- 1956 – Gideon Ståhlberg
- 1957 – Aleksandar Matanović
- 1958 – Max Euwe und Jan Hein Donner
- 1959 – Friðrik Ólafsson
- 1960 – Bent Larsen und Tigran Petrosjan
- 1961 – Bent Larsen und Borislav Ivkov
- 1962 – Petar Trifunović
- 1963 – Jan Hein Donner
- 1964 – Paul Keres und Iivo Nei
- 1965 – Lajos Portisch und Efim Geller
- 1966 – Lew Polugajewski
- 1967 – Boris Spasski

### Hoogovens Wijk aan Zee
1968 zog das Turnier in den Küstenort Wijk aan Zee, der ebenfalls zur Gemeinde Beverwijk gehört. Die Sieger der Großmeistergruppe A seit 1968 waren:
- 1968 – Viktor Kortschnoi
- 1969 – Michail Botwinnik und Efim Geller
- 1970 – Mark Taimanow
- 1971 – Viktor Kortschnoi
- 1972 – Lajos Portisch
- 1973 – Michail Tal
- 1974 – Walter Browne
- 1975 – Lajos Portisch
- 1976 – Ljubomir Ljubojević und Friðrik Ólafsson
- 1977 – Genna Sosonko und Efim Geller
- 1978 – Lajos Portisch[3]
- 1979 – Lew Polugajewski[4]
- 1980 – Walter Browne und Yasser Seirawan[5]
- 1981 – Gennadi Sosonko und Jan Timman[6]
- 1982 – John Nunn und Juri Balaschow[7]
- 1983 – Ulf Andersson[8]
- 1984 – Alexander Beliavsky und Viktor Kortschnoi[9]
- 1985 – Jan Timman[10]
- 1986 – Nigel Short[11]
- 1987 – Nigel Short und Viktor Kortschnoi[12]
- 1988 – Anatoli Karpow[13]
- 1989 – Viswanathan Anand, Predrag Nikolić, Zoltán Ribli und Gyula Sax
- 1990 – John Nunn
- 1991 – John Nunn
- 1992 – Boris Gelfand und Waleri Salow
- 1993 – Anatoli Karpow
- 1994 – Predrag Nikolić
- 1995 – Alexei Drejew
- 1996 – Wassyl Iwantschuk
- 1997 – Waleri Salow
- 1998 – Wladimir Kramnik und Viswanathan Anand
- 1999 – Garri Kasparow

### Corus-Schachturnier
- 2000 – Garri Kasparow
- 2001 – Garri Kasparow
- 2002 – Jewgeni Barejew
- 2003 – Viswanathan Anand
- 2004 – Viswanathan Anand
- 2005 – Péter Lékó

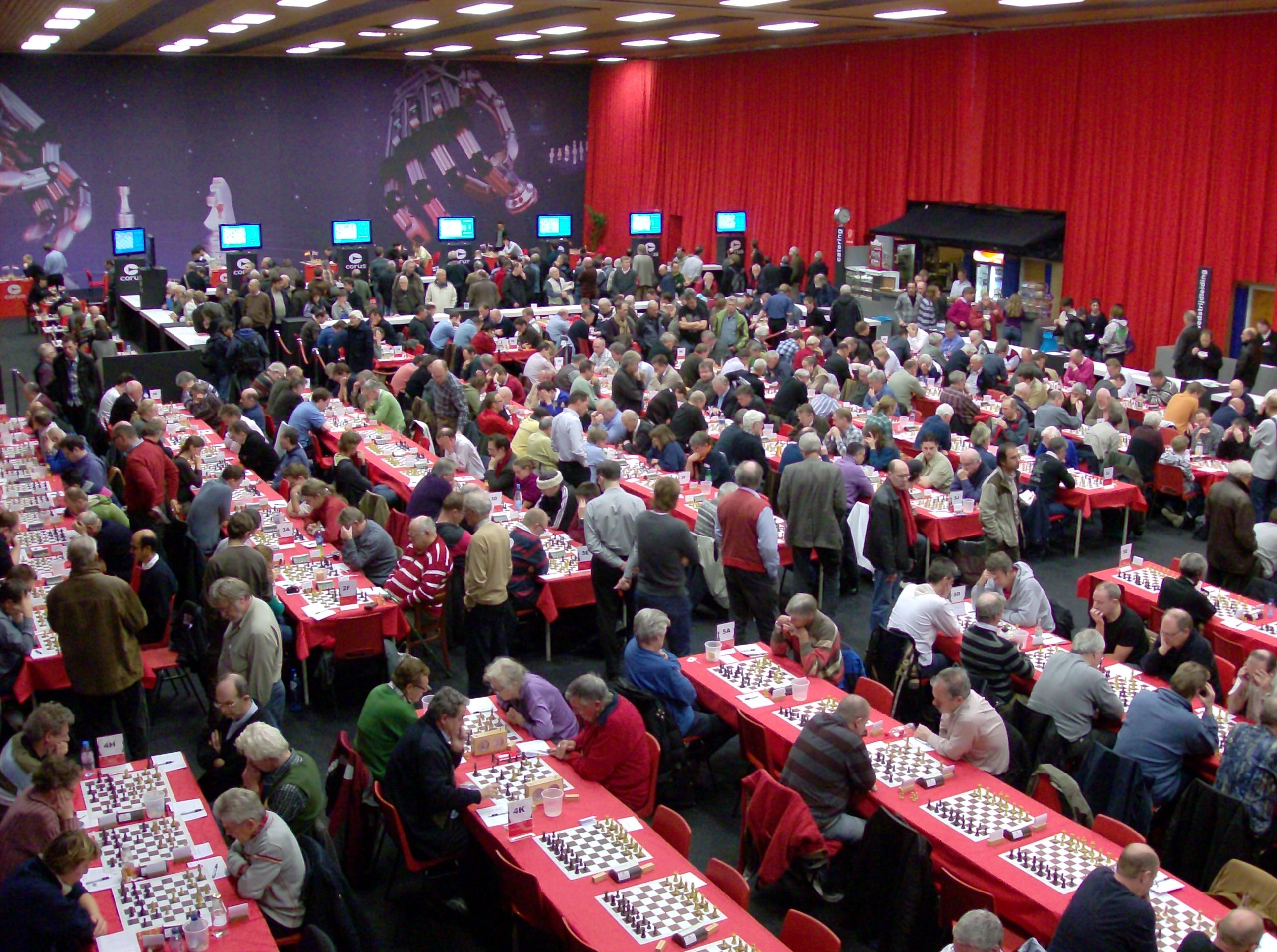
Corus-Schachturnier 2010, Blick in den Turniersaal

- 2006 – Wesselin Topalow und Viswanathan Anand
- 2007 – Lewon Aronjan, Teymur Rəcəbov und Wesselin Topalow
- 2008 – Lewon Aronjan und Magnus Carlsen
- 2009 – Sergei Karjakin
- 2010 – Magnus Carlsen

Anlässlich des 70. Turniers 2008 fand auch ein Studienturnier statt, an dem sich 90 Komponisten aus 29 Ländern beteiligten. Preisrichter Yochanan Afek vergab den 1. Preis ex aequo an Juri Baslow und Sergei Rumjanzew.

### Tata-Steel-Schachturnier
- 2011 – Hikaru Nakamura
- 2012 – Lewon Aronjan
- 2013 – Magnus Carlsen
- 2014 – Lewon Aronjan
- 2015 – Magnus Carlsen
- 2016 – Magnus Carlsen
- 2017 – Wesley So
- 2018 – Magnus Carlsen
- 2019 – Magnus Carlsen[15]
- 2020 – Fabiano Caruana[16]
- 2021 – Jorden van Foreest[17][18]
- 2022 – Magnus Carlsen[19]
- 2023 – Anish Giri[20]
- 2024 – Wei Yi
- 2025 – R. Praggnanandhaa

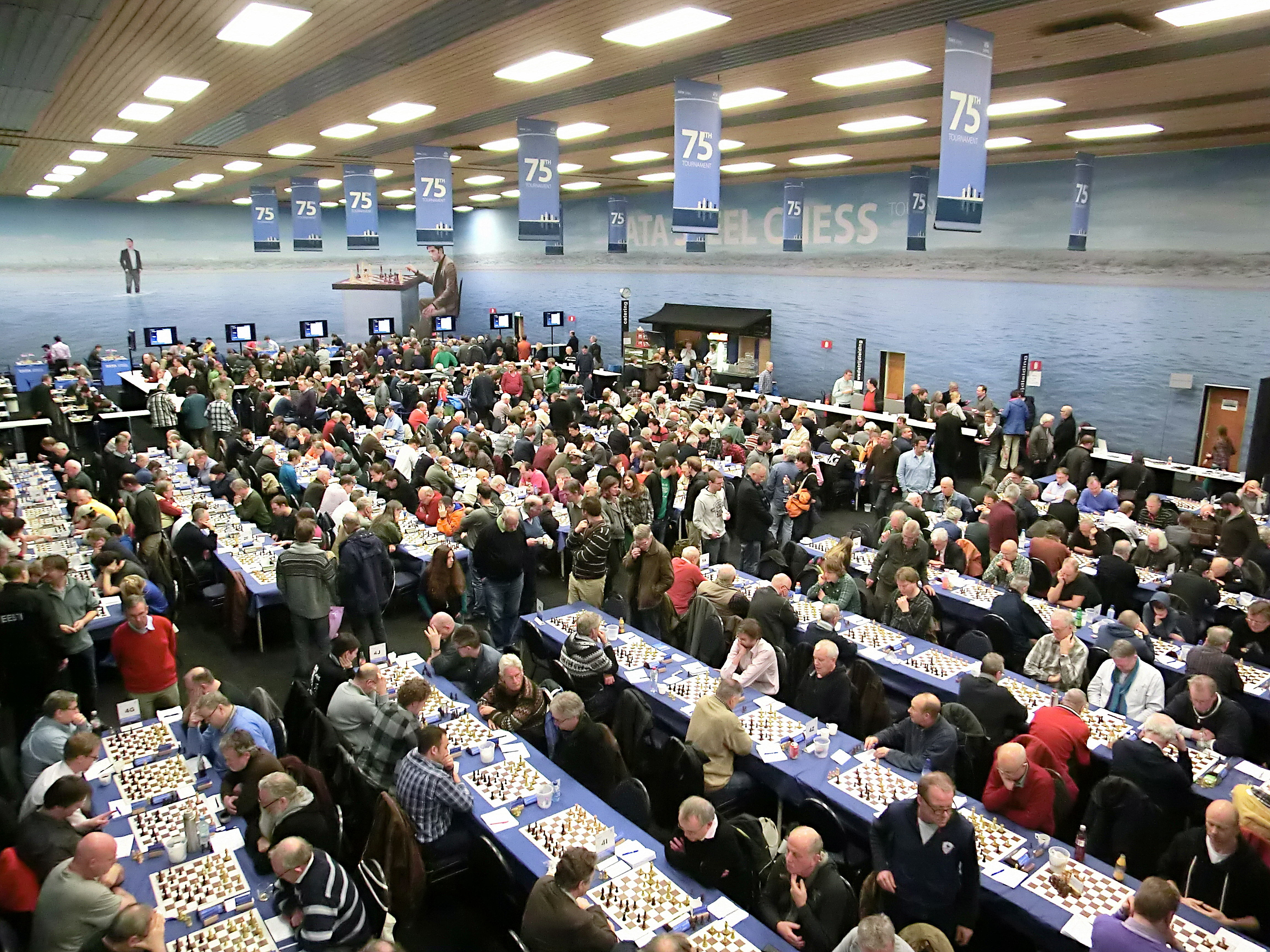
Blick in den Turniersaal, 2013

Seit 2014 werden regelmäßig zwei Runden an anderen Orten in den Niederlanden ausgetragen.